# Christian De Lorenzi
Christian De Lorenzi (Sondalo, 1981. február 18. –) olasz sílövő. A hivatásos katona sportoló, 1995-ben kezdett el foglalkozni a sílövészettel. Pályafutása első éveiben az Európa-bajnokságon, az Európa-kupában és a junior világbajnokságon indult. Egyetlen érmet szerzett világversenyen, a 2001-es, Franciaországban megrendezett Európa-bajnokságon, sprintben a második helyen ért célba.
A világkupában 2003-ban indult először. A sorozatot összetettben a 2008/2009-es szezon végén zárta a legjobb helyen, a huszonharmadik lett.
Világbajnokságon 2004-ben állt először rajthoz. Legjobb eredménye egy negyedik hely, melyet 2007-ben szerzett az olasz váltóval.
Részt vett a 2006-os olimpián, Olaszországban, ahol egyéniben a hetedik lett, a váltóval pedig a nyolcadik helyen ért célba.

## Eredményei

### Olimpia
| Év   | Világbajnokság | Versenyszám | Versenyszám | Versenyszám   | Versenyszám | Versenyszám | Versenyszám |
| Év   | Világbajnokság | Egyéni      | Sprint      | Üldözőverseny | Tömegrajtos | Váltó       |             |
| ---- | -------------- | ----------- | ----------- | ------------- | ----------- | ----------- | ----------- |
| 2006 | Torino         | 7           | 26          | 14            | 26          | 8           |             |
| 2010 | Vancouver      | 38          | 61          | ----          | ----        | 12          |             |

### Világbajnokság
| Év   | Világbajnokság     | Versenyszám   | Versenyszám | Versenyszám   | Versenyszám | Versenyszám | Versenyszám  |
| Év   | Világbajnokság     | Egyéni        | Sprint      | Üldözőverseny | Tömegrajtos | Váltó       | Vegyes váltó |
| ---- | ------------------ | ------------- | ----------- | ------------- | ----------- | ----------- | ------------ |
| 2004 | Oberhof            | Nem ért célba | 57          | Körhátrány    | ----        | 15          | ----         |
| 2005 | Hochfilzen         | 13            | 58          | 45            | ----        | 9           | ----         |
| 2007 | Antholz-Anterselva | 26            | 11          | 44            | 28          | 4           | ----         |
| 2008 | Östersund          | 6             | 21          | 14            | 30          | 11          | ----         |
| 2009 | Phjongcshang       | 43            | 27          | 12            | 10          | 7           | 7            |
| 2010 | Hanti-Manszijszk   | ----          | ----        | ----          | ----        | ----        | 8            |

### Világkupa
| Helyezés | 55 | 69 | 42 | 31 | 36 | 23 | 32 |

| 2007/08    | | Phjongcshang Vegyes váltó                                                                             | |
| 2008/09    | | | |
| 2009/10    | | Kontiolahti Üldözőverseny Hanti-Manszijszk Sprint                                                     | Kontiolahti Vegyes váltó                                                                              |
| 2010/11    | | Antholz-Anterselva Váltó                                                                              | |
| 2011/12    | Oberhof Váltó                                                                                         | | |
| Összesítés | Egyéni: 0 Sprint: 0 Üldözőverseny: 0 Tömegrajtos: 0 Váltó: 1 Vegyes váltó: 0 ------------ Összesen: 1 | Egyéni: 0 Sprint: 1 Üldözőverseny: 1 Tömegrajtos: 0 Váltó: 1 Vegyes váltó: 1 ------------ Összesen: 4 | Egyéni: 0 Sprint: 0 Üldözőverseny: 0 Tömegrajtos: 0 Váltó: 0 Vegyes váltó: 1 ------------ Összesen: 1 |

- O - Olimpia és egyben világkupa forduló is.
- VB - Világbajnokság és egyben világkupa forduló is.